# Coenagrion resolutum
Coenagrion resolutum е вид водно конче от семейство Coenagrionidae. Видът не е застрашен от изчезване.

## Разпространение
Разпространен е в Канада (Албърта, Британска Колумбия, Квебек, Лабрадор, Манитоба, Нова Скотия, Ню Брънзуик, Нюфаундленд, Онтарио, Остров Принц Едуард, Саскачеван, Северозападни територии и Юкон) и САЩ (Айдахо, Айова, Аляска, Аризона, Вашингтон, Върмонт, Калифорния, Колорадо, Масачузетс, Мейн, Минесота, Мичиган, Монтана, Небраска, Невада, Ню Йорк, Ню Хампшър, Орегон, Охайо, Пенсилвания, Северна Дакота, Уайоминг, Уисконсин, Южна Дакота и Юта).

## Описание
Популацията на вида е стабилна.